# 启发潜能教育
启发潜能教育（英语：Invitational education）是一种新型的实践教育理论，由国际启发教育联盟的威廉·沃森·布尔基博士和贝蒂·西格尔博士共同创立。此外，加拿大布洛克大学名誉教授约翰·诺瓦克博士是启发潜能教育与实践的主要贡献者，撰有大量与该主题相关的书籍，并在国际上进行讲座。
启发潜能教育观照五个域（英语：Domain），由某一组织中的每个人和每件事构成。域包括人员、地点、政策、程序和流程。这些域将为利益相关者构建或瓦解知识、社交、生理、精神和道德方面的潜能。为调试这些域，启发潜能教育的理论和实践已经嵌入到世界各地的学校，从托儿所到大学。此外，启发潜能教育还强化了医疗卫生设施、企业、非营利组织、礼拜中心和家庭。